# Cabourg
Cabourg – miejscowość i gmina we Francji, w regionie Normandia, w departamencie Calvados.
Na tej miejscowości Marcel Proust wzorował Balbec z W poszukiwaniu straconego czasu
Według danych na rok 1990 gminę zamieszkiwało 3355 osób, a gęstość zaludnienia wynosiła 606 osób/km² (wśród 1815 gmin Dolnej Normandii Cabourg plasuje się na 53. miejscu pod względem liczby ludności, natomiast pod względem powierzchni na miejscu 838.).

## Współpraca
Miejscowości partnerskie:
- Atlantic City, Stany Zjednoczone
- Bad Homburg vor der Höhe, Niemcy (od 1956)[1]
- Bromont, Kanada
- Chur, Szwajcaria (od 1956)[1]
- Jurmała, Łotwa
- Mayrhofen, Austria (od 1956)[1]
- Mondorf-les-Bains, Luksemburg (od 1956)[1]
- Oussouye, Senegal
- Salcombe, Wielka Brytania
- Spa, Belgia
- Terracina, Włochy (od 1956)[1]